# Contraente generale
Un contraente generale o appaltatore generale (in inglese general contractor) indica un ente o altro soggetto che abbia un contratto con altre organizzazioni o enti per la fornitura di servizi o prestazioni d'opera.
Un contraente generale è così definito se è il firmatario dell'opera o il primo contraente del contratto del progetto; esso esegue lavori per le agenzie governative, dov'è referenziato come "primo contraente".
Un’azienda General Contractor è un’entità o un’impresa specializzata nella gestione di progetti edili complessi. Queste aziende agiscono come intermediari tra il cliente (committente) e i vari subappaltatori coinvolti nel progetto.
In breve, un GC è il direttore d’orchestra della costruzione, responsabile di coordinare tutte le attività coinvolte per portare a termine il progetto con successo.

## Caratteristiche
L'entità che incarica la costruzione dell'opera sceglie occasionalmente di svolgere il ruolo di appaltatore generale. In tali casi, essi agiscono direttamente con i subappaltatori e si prendono la cura della gestione e organizzazione dei vari subappaltatori. In questa circostanza il proprietario ha tutte le responsabilità per l'ordinamento e adeguato del lavoro e si occupa della realtà di costruzione.

### Responsabilità
Un contraente generale è il responsabile dei modi e dei metodi utilizzati o che saranno utilizzati in fase di progettazione ed esecuzione dell'opera in accordo con il contratto firmato. I documenti contrattuali includono, solitamente, gli accordi riguardanti il budget, le condizioni generali e speciali e le specifiche del progetto (i vari livelli di capitolati, gli elaborati, le relazioni, i computi, i cronoprogrammi) preparate da società di ingegneria ed architettura.

### I subcontraenti
Un contraente generale abitualmente è responsabile della fornitura di tutti i materiali, i lavoratori, le attrezzature ed i servizi necessari per il completamento o avviamento del progetto. Per svolgere questi compiti è abituale che il contraente generale deleghi parte dei lavori a dei subcontraenti (altre persone o altre aziende specializzate nei particolari lavori). Questi soggetti vengono chiamati subcontraenti.